# Rusty Rivets
Rusty Rivets ist eine kanadische animierte Zeichentrickserie. Die Ausstrahlung startete am 8. November 2016 in den USA. Die deutschsprachige Ausstrahlung begann im Pay-TV am 12. März 2017 auf Nick Jr., im Free-TV wurde die Serie zum ersten Mal am 18. September 2017 auf Nickelodeon gezeigt. Die Zielgruppe der Serie sind Kinder im Vorschulalter.

## Handlung
Die Hauptfiguren der Serie sind der junge Erfinder Rusty Rivets und seine beste Freundin Ruby. Nach dem Motto „Kombinieren und konstruieren – Nimm was du hast, setz es zusammen und bau was draus!“ erfinden sie die verschiedensten Apparaturen, mit denen sie Abenteuer erleben und Probleme lösen können. Mit von der Partie sind dabei stets der Roboterdinosaurier „Botasaurus“, der kleine Junge Liam sowie mehrere kleine Hilfsroboter.
Die Serie soll die Vorstellungskraft der Zuschauer fördern, sie sollen dazu angeregt werden, ihren eigenen Aufgaben und Problemen mit möglichst kreativen Lösungsansätzen zu begegnen.

## Episoden
In der ersten Staffel von Rusty Rivets wurden 52 Episoden (26 Folgen mit jeweils zwei Geschichten) produziert. Im Januar 2018 startete in den USA die Ausstrahlung der zweiten Staffel.

## Synchronisation
Die deutschsprachige Synchronisation der Serie übernahm die SDI Media Germany GmbH.
| Rolle        | Englischer Sprecher | Deutscher Sprecher                                            |
| Rusty Rivets | Kyle Breitkopf      | Moritz Müller (bis Episode 9) Luisa Wietzorek (ab Episode 10) |
| Ruby         | Ava Preston         | Emilia Raschewski                                             |

## Rezeption
Die US-amerikanische Organisation Common Sense Media, die Fernsehserien vor allem nach kindgerechten und erzieherischen Gesichtspunkten beurteilt, bewertet Rusty Rivets positiv. Gelobt werden vor allem die Motive „Ausdauer“, „Entschlossenheit“ und „Einfallsreichtum“, die wichtige Elemente der Serie sind, außerdem wird die dargestellte geschlechtliche und ethnische Vielfalt positiv hervorgehoben.

## Sonstiges
Die Spielwarenhandelskette Toys “R” Us veröffentlichte für den nordamerikanischen Markt im August 2017 eine Spielzeugserie zu Rusty Rivets.